# يامشيتا توموهيسا
 ياماشيتا توموهيسا (باليابانية:山下 智久) و(بالإنجليزية:  Yamashita Tomohisa)‏، ممثل ومغني وإعلامي ياباني، يعرف بلقب يامابي (YamaPi).

## الإصدارات الغنائية

### الألبومات
| تاريخ الإصدار | العنوان             | المؤسَسَه                |
| ------------- | ------------------- | ---------------------- |
| 26 يناير 2011 | SUPERGOOD, SUPERBAD | Johnny's Entertainment |

### الأغاني المفرده
| تاريخ الإصدار   | العنوان                                              | المؤسَسَه                |
| --------------- | ---------------------------------------------------- | ---------------------- |
| 31 مايو 2006    | Daite Señorita (抱いてセニョリータ Daite Senyoriita) | Johnny's Entertainment |
| 18 نوفيمبر 2009 | Loveless                                             | Johnny's Entertainment |
| 28 يوليو 2010   | One in a million                                     | Johnny's Entertainment |
| 19 يناير 2011   | Hadakanbo (はだかんぼー Hadakanbo)                   | Johnny's Entertainment |

### الأفلام
| تاريخ الإصدار | العنوان               | الدور      |
| ------------- | --------------------- | ---------- |
| 1996          | Shinrei Surfer no Shi |            |
| 2008          | Kurosagi              | Kurosaki   |
| 2011          | جو البطل (مسلسل)      | Yabuki Joe |

### الدراما
| سنة العرض | عنوان الدراما                          | الدور                                     | ملحوظة                          |
| --------- | -------------------------------------- | ----------------------------------------- | ------------------------------- |
| 1998      | Shounentachi                           | Kakuda Shinya                             |                                 |
| 1999      | Nekketsu                               |                                           | الحلقة 7                        |
| 1999      | P.P.O.I                                | دور البطولة Amano Taira                   |                                 |
| 1999      | Kowai Nichiyobi                        |                                           | حلقه 13                         |
| 1999      | Kiken na Kankei                        | Miyabe Satoshi                            | حلقه 10-11                      |
| 2000      | Ikebukuro West Gate Park               | Mizuno Shun                               |                                 |
| 2000      | Shijo Saiaku no Date                   | Okamura Yuki                              | الحلقة الأولى                   |
| 2000      | All Star Chushingura Matsuri           | Asano Takumi                              |                                 |
| 2001      | Kabachitare                            | Tamura Yuta                               |                                 |
| 2001      | Shounen wa Tori ni Natta               | دور البطولة Nagashima Ken                 |                                 |
| 2002      | Long Love Letter                       | Otomo Tadashi                             |                                 |
| 2002      | Lunch no Joou                          | Nabeshima Koshiro                         | ملكة الغداء                     |
| 2003      | Budo no Ki                             | Shindo Yosuke                             |                                 |
| 2003      | Stand Up!!                             | Iwasaki Kengo                             | قف عاليا !                      |
| 2004      | ...Sore wa, Totsuzen, Arashi no you ni | Fukazawa Takuma                           | كان مفاجئا، كالعاصفه            |
| 2005      | Budo no Ki                             | Shindo Yosuke                             |                                 |
| 2005      | Dragon Zakura                          | Yajima Yusuke                             | التنين الأعمى                   |
| 2006      | نوبوتو وو بروديوس                      | Kusano Akira                              | إنتاج نوبوتا                    |
| 2006      | Kurosagi                               | دور البطولة Kurosaki                      | النصاب الأسود                   |
| 2007      | Proposal Daisakusen                    | دور البطولة Iwase Ken                     | مشروع زواج                      |
| 2007      | Byakkotai                              | دور البطولة Sakai Shintaro & Sakai Mineji |                                 |
| 2008      | Proposal Daisakusen SP                 | دور البطولة Iwase Ken                     | الحلقة الخاصة من مشروع زواج     |
| 2008      | Code Blue                              | دور البطولة Aizawa Kousaku                | الشفرة الزرقاء                  |
| 2009      | Code Blue SP                           | دور البطولة Aizawa Kousaku                | الحلقة الخاصة من الشفرة الزرقاء |
| 2009      | Buzzer Beat                            | دور البطولة Kamiya Naoki                  | صافره الفوز                     |
| 2010      | Code Blue S2                           | دور البطولة Aizawa Kousaku                | الشفرة الزرقاء الموسم الثاني    |

## روابط خارجية
- يامشيتا توموهيسا على موقع IMDb (الإنجليزية)
- يامشيتا توموهيسا على موقع روتن توميتوز (الإنجليزية)
- يامشيتا توموهيسا على موقع ألو سيني (الفرنسية)
- يامشيتا توموهيسا على موقع ميوزك برينز (الإنجليزية)
- يامشيتا توموهيسا على موقع أول موفي (الإنجليزية)
- يامشيتا توموهيسا على موقع ديسكوغز (الإنجليزية)
- يامشيتا توموهيسا على موقع قاعدة بيانات الفيلم (الإنجليزية)
- يامشيتا توموهيسا على موقع كينوبويسك (الروسية)